# JT Marvelous
JT Marvelous – żeński klub piłki siatkowej z Japonii. Został założony w 1956 roku z siedzibą w mieście Nishinomiya. Występuje w V.League.

## Sukcesy

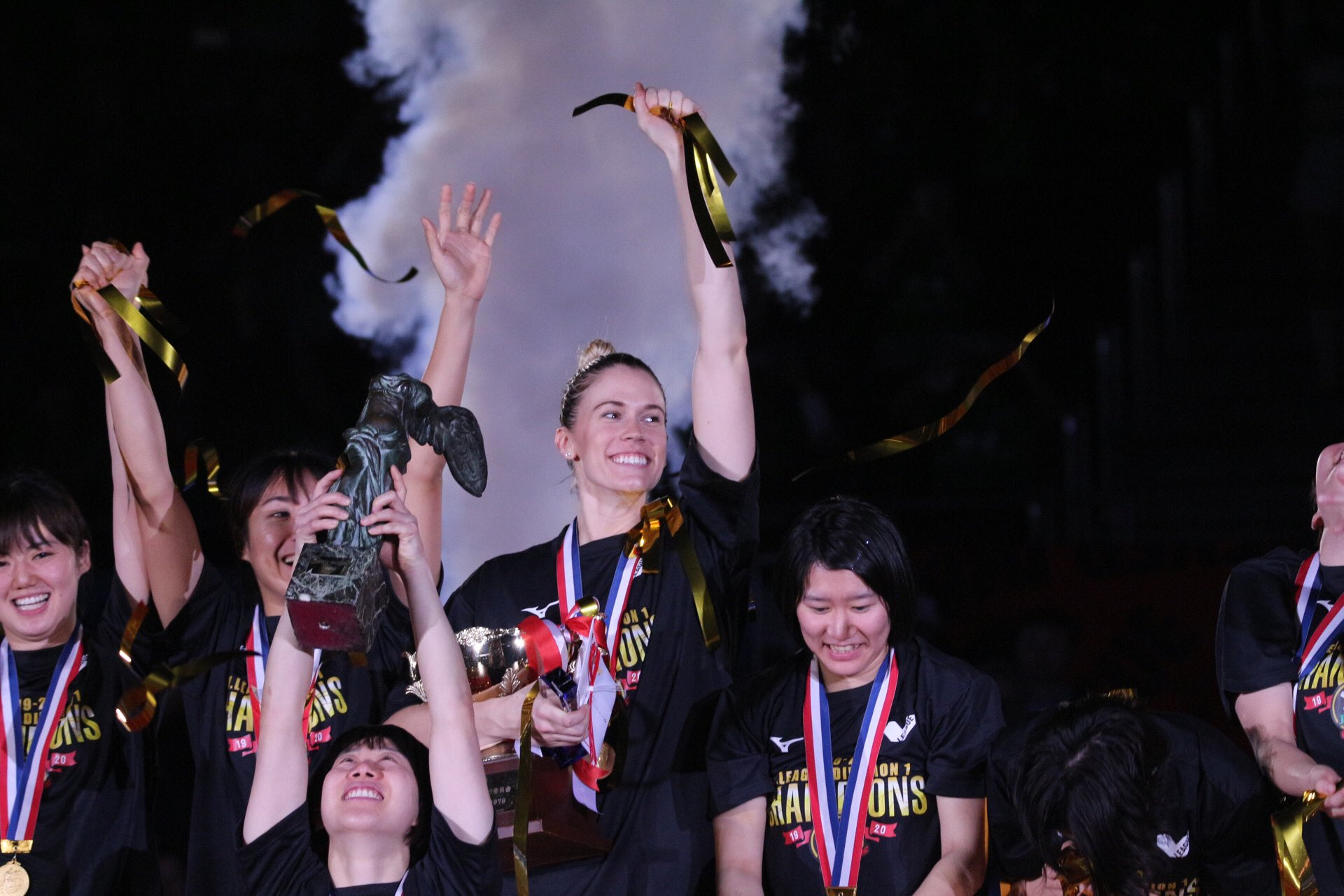
Zawodniczki JT Marvelous złotymi medalistkami Mistrzostw Japonii w sezonie 2019/2020

Mistrzostwo Japonii:
- 2011, 2020, 2021, 2025[2]
- 2007, 2010, 2018, 2022[3], 2024[4]
- 2019

Turniej Kurowashiki:
- 2011, 2012, 2015, 2016, 2018

## Obcokrajowcy w klubie

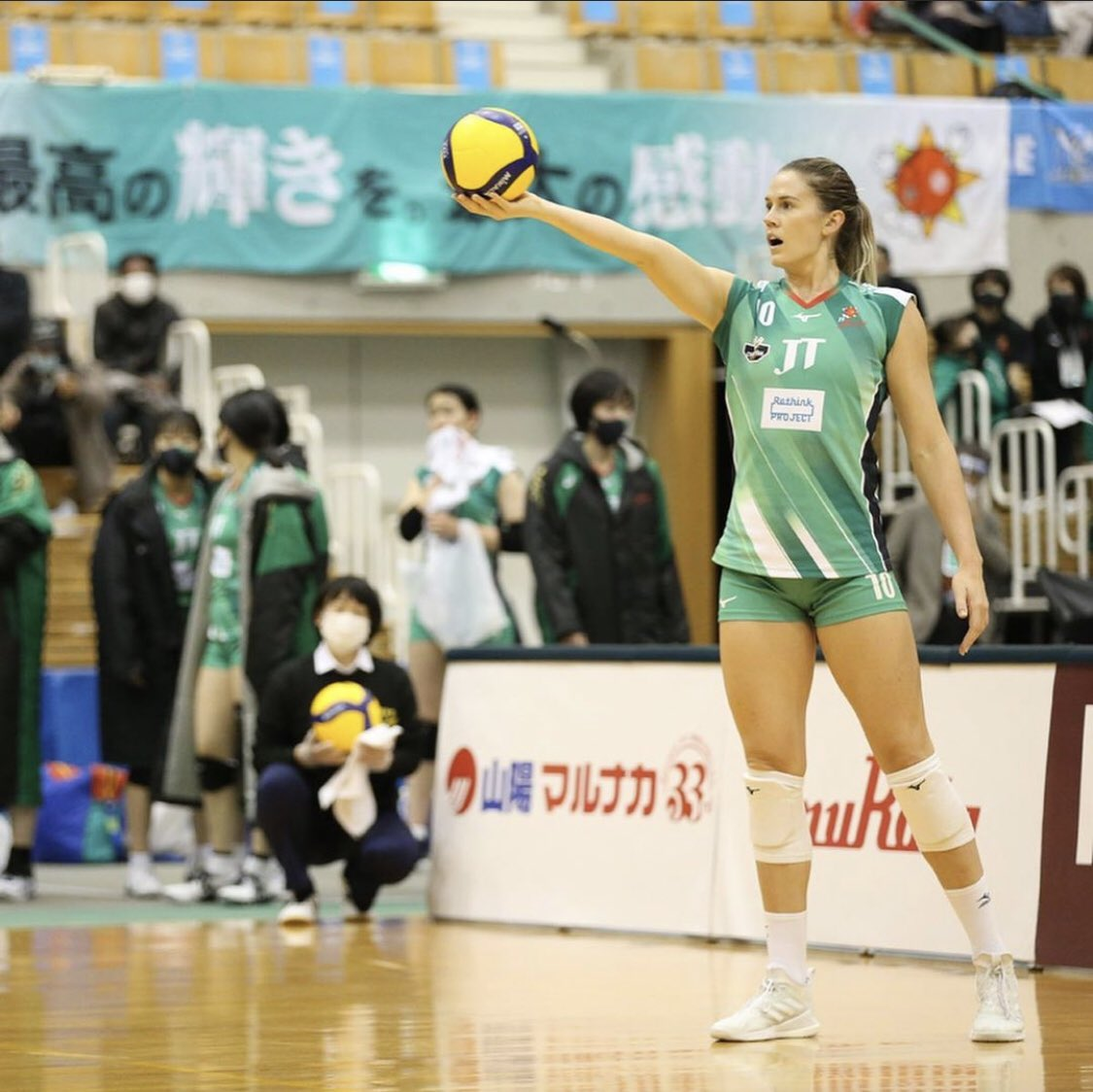
Andrea Drews zawodniczką JT Marvelous w latach 2019-2022

| Lata gry            | Imię i nazwisko     | Pozycja     |
| ------------------- | ------------------- | ----------- |
| 2024-               | Lise Van Hecke      | atakująca   |
| 2022-2023           | Karsta Lowe         | atakująca   |
| 2023-2024 2019-2022 | Andrea Drews        | atakująca   |
| 2017-2019           | Brankica Mihajlović | przyjmująca |
| 2014-2017           | Onuma Sittirak      | przyjmująca |
| 2013-2014           | Dilara Bilge        | atakująca   |
| 2012-2013           | Ewa Janewa          | przyjmująca |
| 2011-2012           | Jovana Brakočević   | atakująca   |
| 2009-2011           | Kim Yeon-koung      | przyjmująca |
| 2006-2008           | Kenny Moreno        | atakująca   |
| 1998-1999           | Natalja Safronowa   | przyjmująca |